# Szent György-templom (Brassó)
A brassói Szent György-templom (románul: Biserica Sfântul Gheorghe) Bolonya városnegyedben, a Kút utca 29. szám alatt áll. Eredetileg lakóháznak építették (ún. Karácson-palota), 1934-ben nevezték ki ortodox templomnak, mai formáját az 1980-as években nyerte el. A templom helyiségein kívül lakások is vannak benne.

## Története
A késői reneszánsz stílusú, díszes villát 1909-ban építtette saját használatra Karácson Endre gróf, magyar királyi főmérnök, 1914-ig kormánytanácsos. Karácson több más épületet is tervezett a város magyar közössége számára: díszes Kút utcai villákat, a Dalárda székhelyét, és a nagykőhavasi menedékházat.
Az első világháború végén, 1918-ban a gróf családjával együtt elmenekült Brassóból. Az üresen maradt villát államosították; kezdetben leányárvaház működött benne, majd a Gazeta de Transilvania szerkesztőségének székhelye lett. Az emeleti szobákat egy idő után ortodox imahelyként kezdték használni. Mivel Bolonyát főleg magyarok, kisebb számban szászok lakták, a románoknak egészen addig nem volt ortodox imaházuk a városnegyedben. 1934-ben hivatalosan is templommá nyilvánították, Szent Györgynek dedikálva.
Az ortodoxok a lakásból kialakított „szükségtemplom” helyett új templomot szerettek volna építeni Bolonyában, de a hatalomra kerülő kommunisták ezt nem engedélyezték, így továbbra is a villából kialakított imaházat használták. 1985–1986-ban átalakították az épületet: több belső falat lebontva kialakították a félköríves boltozatú hajót, és elkészítették harangtornyát is. Festését csak 1990-ben fejezték be.
Az 1989-es rendszerváltás után további ortodox templomokat is emeltek Bolonyában.

## Leírása
Karácson szenvedélye a vadászat volt, és ezt tükrözik az épület vitráljai, szobrai, domborművei is, melyek vadászokat, vadászkutyákat, szarvasokat, medvéket ábrázolnak. A homlokzaton egy vadászjelenetet ábrázoló falfestmény volt, ezt 1970 körül egy feszületet, az 1980-as években pedig Szent Györgyöt ábrázoló festménnyel helyettesítették.

## Képek

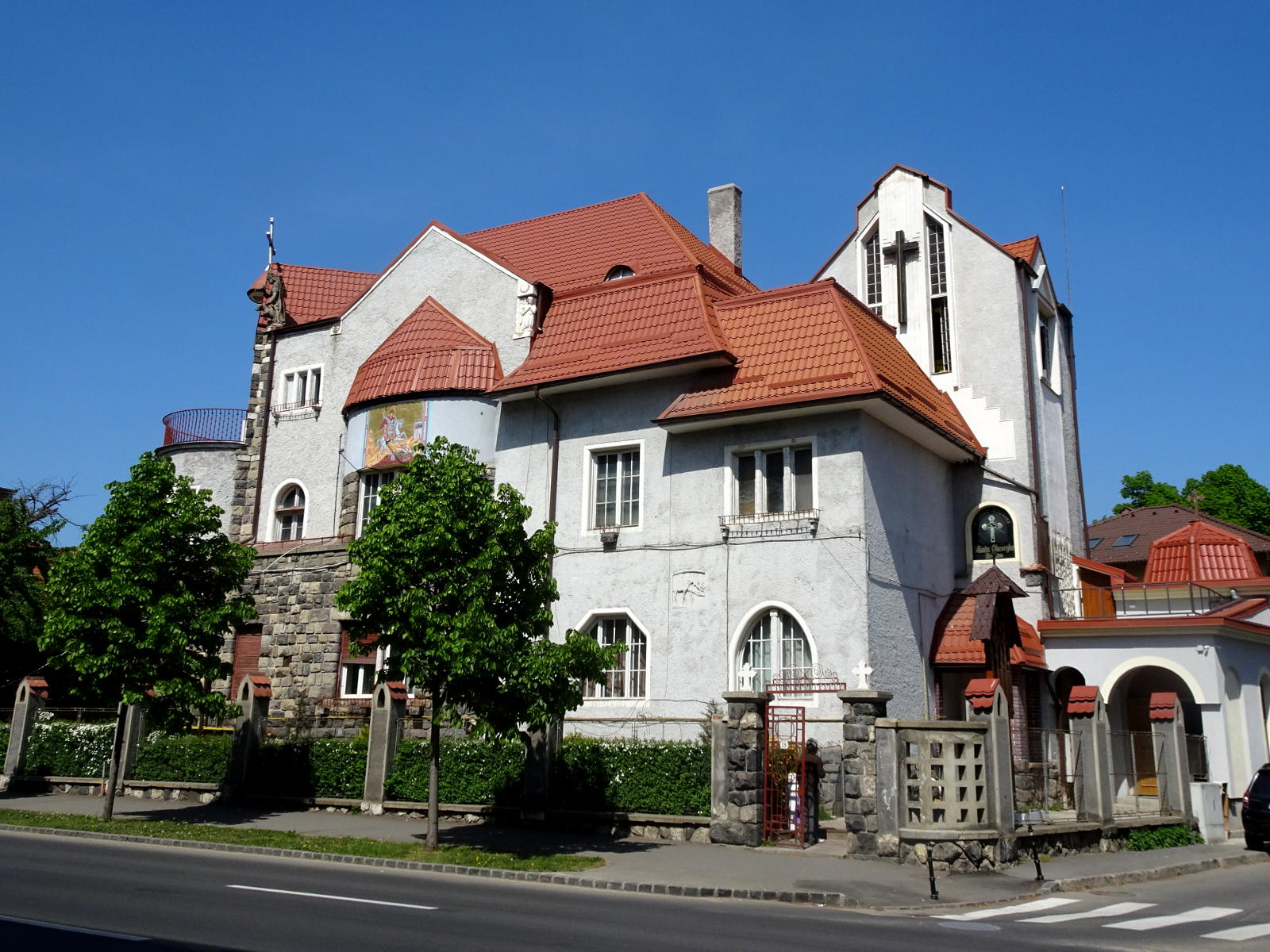
Templom; jobb oldalon a bejárat
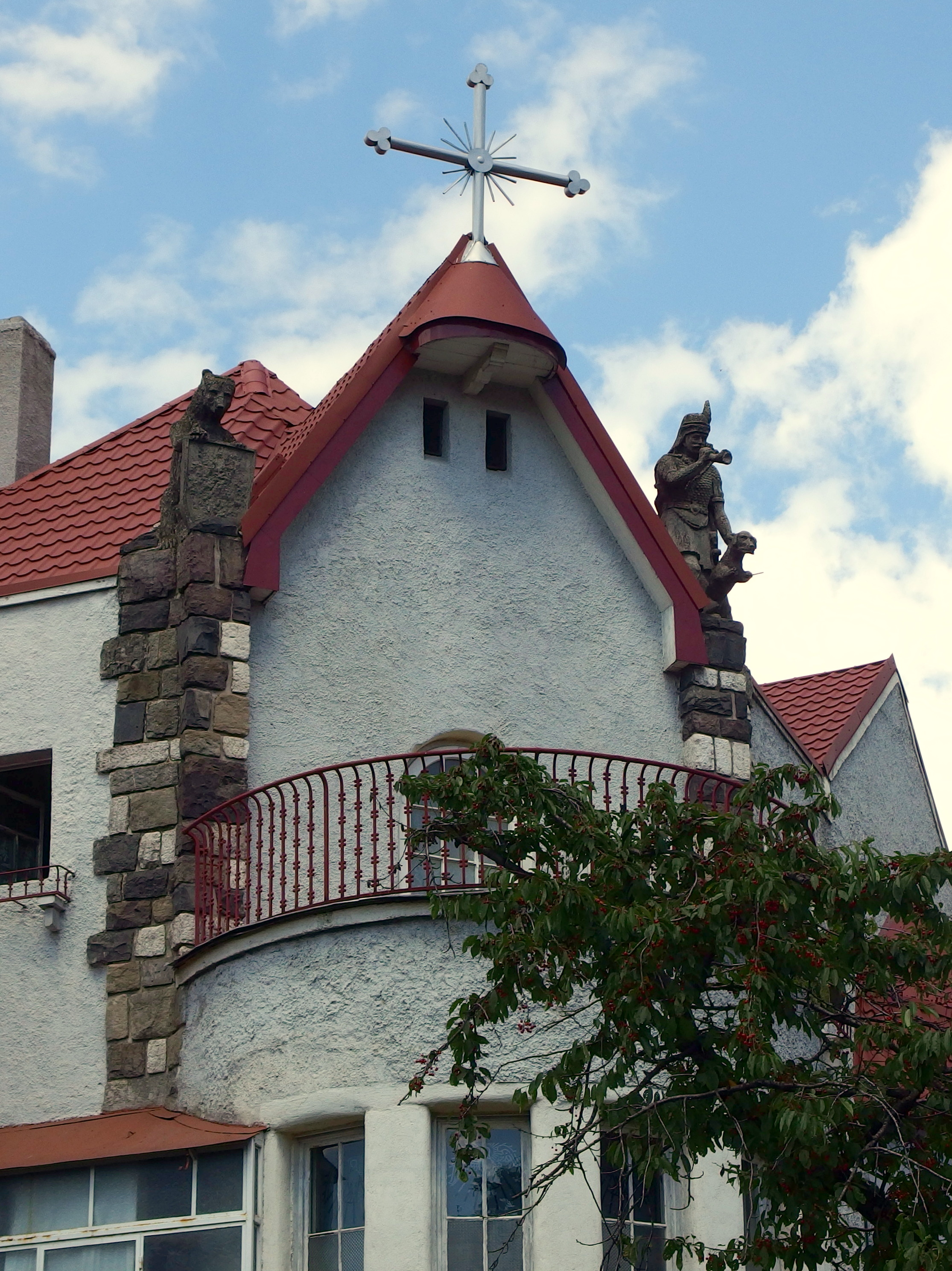
Emeleti erkély
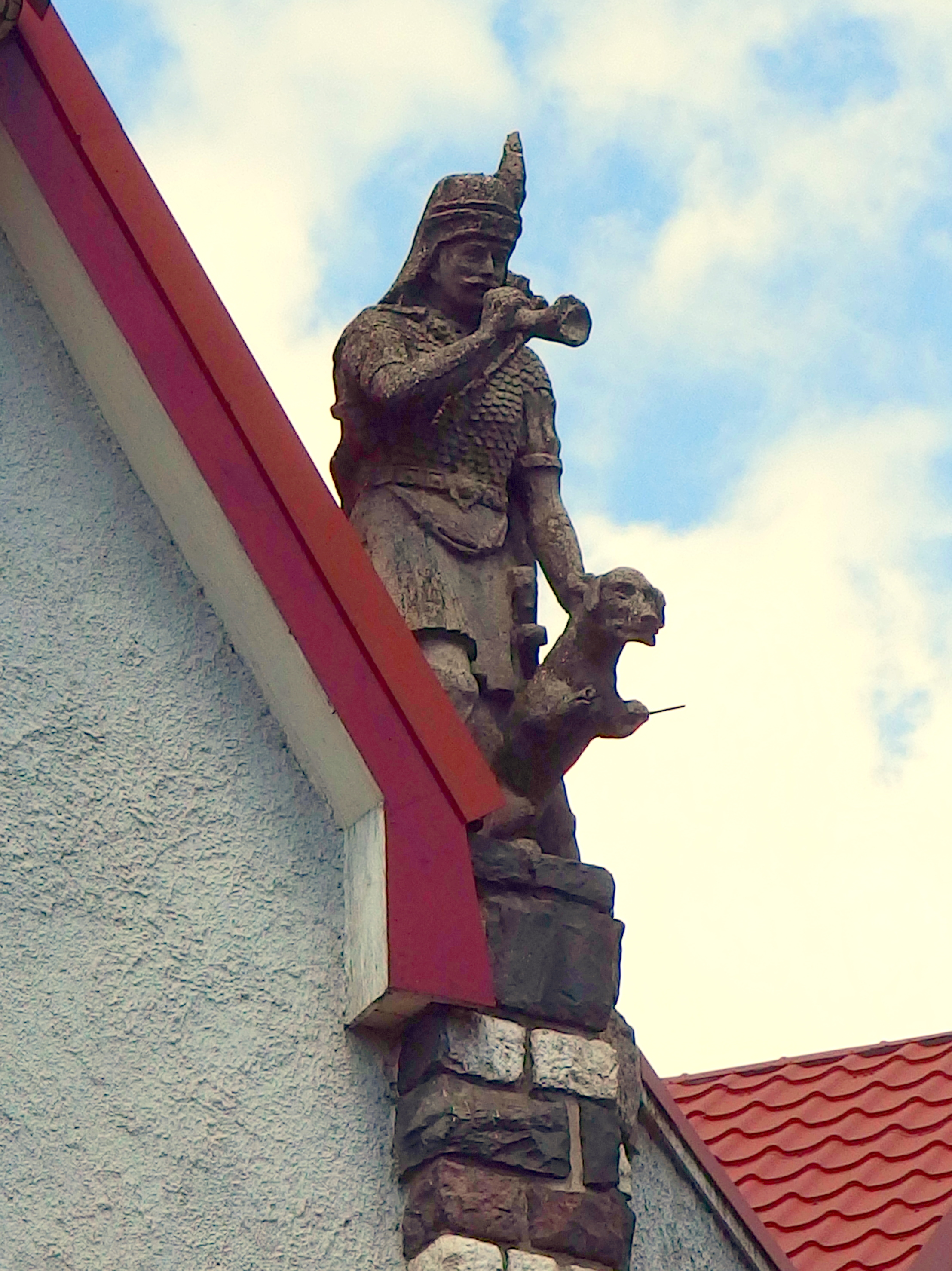
Vadász
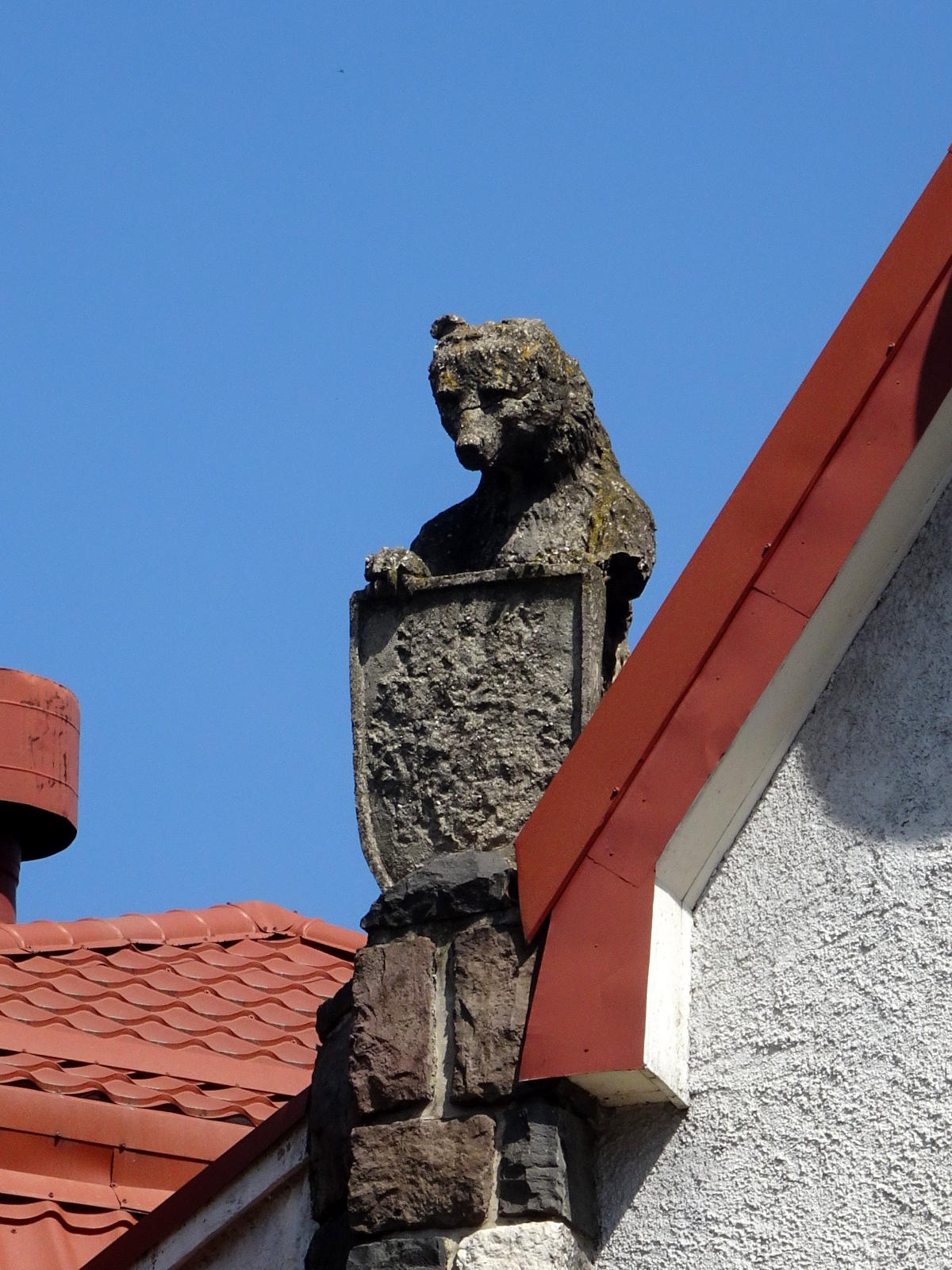
Medve